# Fantasy Ride
Albums de Ciara
Ciara: The Evolution
(2006) Basic Instinct
(2010)
Singles
1. Go Girl
Sortie : 5 septembre 2008
2. Never Ever
Sortie : 3 février 2009
3. Love Sex Magic
Sortie : 13 mars 2009
4. Like a Surgeon
Sortie : Juin 2009
5. Work
Sortie : 24 juillet 2009

Fantasy Ride est le troisième album studio de la chanteuse américaine Ciara sorti le 3 mai 2009.

## Liste des pistes
| 1.    | Ciara to the Stage                           | Ciara Harris, Christopher Stewart, Rodney Richard, Brandon Bowles, Jasper Cameron                    | Don Vito, Tricky Stewart, Blade (co.)          | 3:46 |
| 2.    | Love Sex Magic (featuring Justin Timberlake) | Justin Timberlake, Mike Elizondo, Robin Tadross, James Fauntleroy II                                 | The Y's                                        | 3:40 |
| 3.    | High Price (featuring Ludacris)              | Harris, Stewart, Terius Nash, Chris Bridges                                                          | Tricky Stewart, The-Dream                      | 4:03 |
| 4.    | Turntables (featuring Chris Brown)           | Harris, Nathaniel Hills, Marcella Araica, Chris Brown, Candice Nelson, James Washington              | Danja                                          | 4:32 |
| 5.    | Like a Surgeon                               | Stewart, Nash                                                                                        | Tricky Stewart, The-Dream                      | 4:27 |
| 6.    | Never Ever (featuring Young Jeezy)           | Harris, Jamal Jones, Elvis Williams, Ester Dean, Jay Jenkins, Kenneth Gamble, Keri Hilson, Leon Huff | Ester Dean, Polow da Don, Elvis Williams       | 4:33 |
| 7.    | Lover's Thing (featuring The-Dream)          | Nash, Carlos McKinney                                                                                | Los da Mystro                                  | 3:28 |
| 8.    | Work (featuring Missy Elliott)               | Harris, Hills, Araica, Melissa Elliott                                                               | Danja, The Incredible Lago (add.)              | 4:06 |
| 9.    | Pucker Up                                    | Rodney Jerkins, Osinachi Nwaneri, Kalenna Harper                                                     | Rodney « Darkchild » Jerkins, Osinachi Nwaneri | 3:52 |
| 10.   | G Is for Girl (A–Z)                          | Harris, Timberlake, Tadross, Elizondo, Fauntleroy II                                                 | The Y's                                        | 3:37 |
| 11.   | Keep Dancin' on Me                           | Stewart, Nash                                                                                        | Tricky Stewart, The-Dream                      | 3:33 |
| 12.   | Tell Me What Your Name Is                    | Lukas Gottwald, Benjamin Levin, R. Jackson                                                           | Dr. Luke, Benny Blanco                         | 3:38 |
| 13.   | I Don't Remember                             | Harris, Jones, Shaffer Smith, L. Taylor, D. Dalton                                                   | Polow da Don                                   | 3:48 |
| 50:46 |                                              | |                                                |      |

| Deluxe edition bonus tracks | Deluxe edition bonus tracks | Deluxe edition bonus tracks            | Deluxe edition bonus tracks      | Deluxe edition bonus tracks | Deluxe edition bonus tracks | Deluxe edition bonus tracks | Deluxe edition bonus tracks | Deluxe edition bonus tracks | Deluxe edition bonus tracks |
| No                          | Titre                       | Auteur                                 | Producteur(s)                    | Durée                       |                             |                             |                             |                             |                             |
| --------------------------- | --------------------------- | -------------------------------------- | -------------------------------- | --------------------------- | --------------------------- | --------------------------- | --------------------------- | --------------------------- | --------------------------- |
| 14.                         | Echo                        | Hills, Araica, Patrick Smith, Harris   | Danja                            | 3:38                        |                             |                             |                             |                             |                             |
| 15.                         | I'm On                      | A. D. Birchett, A. J. Birchett, Harris | Chris Grayson, Khatneeb Muhammad | 3:56                        |                             |                             |                             |                             |                             |
| 16.                         | Love Sex Magic Remix        |                                        |                                  |                             |                             |                             |                             |                             |                             |
| 17.                         | Never Ever Remix            |                                        |                                  |                             |                             |                             |                             |                             |                             |
| 18.                         | Fit Of Love                 |                                        |                                  |                             |                             |                             |                             |                             |                             |
| 19.                         | Feelin On My A              |                                        |                                  |                             |                             |                             |                             |                             |                             |
| 58:28                       |                             |                                        |                                  |                             |                             |                             |                             |                             |                             |

### Fantasy Ride: The Mini Collection
| The Mini Collection – EP | The Mini Collection – EP                      | The Mini Collection – EP | The Mini Collection – EP | The Mini Collection – EP | The Mini Collection – EP | The Mini Collection – EP | The Mini Collection – EP | The Mini Collection – EP | The Mini Collection – EP |
| No                       | Titre                                         | Durée                    |                          |                          |                          |                          |                          |                          |                          |
| ------------------------ | --------------------------------------------- | ------------------------ | ------------------------ | ------------------------ | ------------------------ | ------------------------ | ------------------------ | ------------------------ | ------------------------ |
| 1.                       | Love Sex Magic (featuring Justin Timberlake)  | 3:40                     |                          |                          |                          |                          |                          |                          |                          |
| 2.                       | Work (featuring Missy Elliott)                | 4:05                     |                          |                          |                          |                          |                          |                          |                          |
| 3.                       | Work (remix) (Pokerface club edit)            | 4:08                     |                          |                          |                          |                          |                          |                          |                          |
| 4.                       | Goodies (remix) (featuring T.I. et Jazze Pha) | 4:21                     |                          |                          |                          |                          |                          |                          |                          |
| 5.                       | 1, 2 Step (featuring Missy Elliott)           | 3:22                     |                          |                          |                          |                          |                          |                          |                          |
| 6.                       | Like a Boy                                    | 3:56                     |                          |                          |                          |                          |                          |                          |                          |
| 23:42                    |                                               |                          |                          |                          |                          |                          |                          |                          |                          |

## Classement hebdomadaire
| Classement (2009)                   | Meilleure position |
| ----------------------------------- | ------------------ |
| Allemagne (Media Control AG)        | 77                 |
| Argentine (Top 20)                  | 9                  |
| Australie (ARIA)                    | 39                 |
| Belgique (Flandre Ultratop)         | 21                 |
| Belgique (Wallonie Ultratop)        | 35                 |
| Canada (Canadian Albums)            | 22                 |
| États-Unis (Billboard 200)          | 3                  |
| États-Unis (Top R&B/Hip-Hop Albums) | 2                  |
| France (SNEP)                       | 34                 |
| Irlande (Albums Chart)              | 10                 |
| Italie (FIMI)                       | 69                 |
| Royaume-Uni (UK Albums Chart)       | 9                  |
| Suisse (Schweizer Hitparade)        | 13                 |

## Historique de sortie
| Région       | Édition                                           | Date            | Label          |
| ------------ | ------------------------------------------------- | --------------- | -------------- |
| Royaume-Uni, | Standard (téléchargement)                         | 3 mai 2009      | RCA Records    |
| Royaume-Uni, | Standard (physique)                               | 4 mai 2009      | RCA Records    |
| Royaume-Uni, | Extended (CD et DVD)                              | 5 mai 2009      | RCA Records    |
| États-Unis   | Standard (single disc) Limited (CD + DVD content) | 5 mai 2009      | LaFace Records |
| Canada       | Standard (physique) Limited (CD+DVD content)      | 5 mai 2009      | Sony Music     |
| Japon        | Standard (single disc)                            | 13 mai 2009     | Sony Music     |
| Brésil       | Standard (single disc)                            | 15 mai 2009     | Sony Music     |
| Japon        | Limited (CD et DVD)                               | 27 mai 2009     | Sony Music     |
| Allemagne,   | Standard (single disc) Limited (CD + DVD content) | 5 juin 2009     | Sony Music     |
| Royaume-Uni  | The Mini Collection                               | 27 juillet 2009 | RCA Records    |